# Minstrellus grandis
Minstrellus grandis is een vlindersoort uit de familie van de prachtvlinders (Riodinidae), onderfamilie Riodininae.
Minstrellus grandis werd in 1999 beschreven door Callaghan.